# Simala
Simala (sardisk: Simàba) er en by og en kommune (comune) i provinsen Oristano i regionen Sardinien i Italien. Byen ligger i 155 meters højde og har 326 indbyggere (2016). Kommunen har et areal på 13,38 km² og grænser til kommunerne Baressa, Curcuris, Gonnoscodina, Gonnosnò, Masullas og Pompu.